# 大日本猟友会
一般社団法人大日本猟友会（だいにほんりょうゆうかい）は、野生鳥獣の保護、狩猟事故・違反防止対策などの活動、日本国内における狩猟者のための共済事業を行っている法人。1929年（昭和4年）9月26日に創設され、1939年（昭和14年）8月1日に社団法人として認可され、2012年（平成24年）4月1日から一般社団法人に移行した。日本全国の猟友会を統治している。

## 概要
狩猟道徳の向上、野生鳥獣の保護、有害鳥獣駆除及び狩猟の適正化を図り、狩猟の健全な発達と生活環境の改善に資することを目的としている。さらに、狩猟者の減少及び高齢化の問題に対して、狩猟後継者育成及び若年会員取得へ向けた活動も併せて行っている。
大日本猟友会は、3階層の構造になっている。各狩猟者は、一般的に地域（市町村別程度の範囲）にある狩猟愛好者団体（地元猟友会）に所属して会員となる。地元猟友会は、各都道府県ごとに組織されている都道府県猟友会の団体会員となり、各都道府県猟友会は一般社団法人大日本猟友会の団体会員になっている。したがって、狩猟者個人は各都道府県猟友会や大日本猟友会の直接の会員ではなく、間接的な構成員となっている。

## 歴史
大日本猟友会の前身は、1929年（昭和4年）9月26日に発足された大日本聯合獵友會である。この設立の背景には、軍用毛皮を組織的に収集するという目的があったとされる。また、当時は密猟が横行しており、狩猟道徳の向上も目的のひとつであったと考えられている。大日本聯合獵友會が組織される以前には、1910年に設立された帝国在郷軍人會が中心となって各府県ごとに猟友会を結成していた。軍部はウサギなどの捕獲数のノルマを定め、狩猟を統制した。銃弾や火薬は軍部から支給され、大日本聯合獵友會は戦時下の毛皮需要にともない、大きな収入を得ていた。1945年に終戦を迎えると、大日本猟友会は連合軍総司令部の認可を得られないのではという危機感を抱き、政府も狩猟の継続を要請する文書を連合軍総司令部に送った。結局のところ、有害鳥獣駆除と毛皮・肉資源の入手を主目的として狩猟は認められることになった。

## 主な事業
大日本猟友会は、野生鳥獣の保護増殖事業、狩猟事故・違反防止対策事業、狩猟共済事業の3つを主な活動目的としている。保護増殖事業、狩猟事故・違反防止対策事業の2つは主として各都道府県猟友会が、狩猟共済事業は主として大日本猟友会が中心となって行っている。
野生鳥獣の保護増殖事業
適正な狩猟文化の育成のため、野生鳥獣の保護増殖事業として、キジ、ヤマドリ類をはじめとする各種鳥類を放鳥している。また、滋賀県甲賀市に設置している鳥獣実験場では、平成3年度以降、放鳥及び増殖用のキジの養殖と、放鳥用ウズラの飼育を行っている。絶滅の危険性が生じているクマ類や渡来数の少ないカモ類については狩猟の自主規制を行っている。
狩猟事故・違反防止対策事業
適正な狩猟が行われるように、狩猟事故・違反の根絶を目指して活動を行っている。主に、毎年の猟期前の射撃練習の実施及び事故・違反防止講習の受講や、目立つ色彩の猟装（帽子やベストを全会員に無償配布）の着用の徹底を図る等である。
狩猟共済事業
事故が発生した場合の構成員の生活の安定と福祉を図るため、狩猟共済制度を創設している。過失により狩猟者構成員が他人の生命又は身体を害した場合、構成員自らの生命又は身体を害した場合には、共済金が給付される仕組みとなっている。
なお狩猟を行う際には対人補償3000万円以上の共済もしくは保険への加入か、3000万円以上の預貯金があることの証明を法律で義務づけられている。

## 年会費等
会費は以下の通り（2019年度）。
各構成員が所属するのは各都道府県猟友会のさらにその支部となるため、実際には都道府県猟友会・支部会の会費を合計した年会費を支払う必要がある。
各会費には狩猟者登録等、実際の狩猟に必要な諸費用は含まれていない。

### 大日本猟友会会費 (年額)
- 第一種銃猟会員

4,800円
- 第二種銃猟会員

3,300円
- 網猟・わな猟会員

2,300円 　
最大4,000万円までの狩猟事故共済制度の保障費用が含まれている。

### 都道府県猟友会会費 (年額)
東京都の場合
- 網猟・わな猟・第一種銃猟会員

5,000円
- 第二種銃猟会員

2,500円

### 都道県猟友会支部会費 (年額)
- 4,000円～10,000円前後

都道府県猟友会の各支部の方針により諸費用が別途費用が上乗せされる場合がある。